# Podwysokie (obwód lwowski)
Podwysokie (ukr. Мивсева, Mywsewa) – wieś na Ukrainie w rejonie przemyślańskim obwodu lwowskiego.

## Historia
Pod koniec XIX w. grupa domów we wsi Chlebowice Świrskie w powiecie przemyślańskim.